# Абу Таліб
Абу Таліб ібн Абд аль-Муталіб (араб. أبو طالب بن عبد المطلب; 539—619) — син Абд аль-Муталіба, дядько пророка Магомета і батько халіфа Алі ібн Абу Таліба. З племені Курайшитів, старійшина клану Хашимітів.

## Опікун Магомета
Коли Магомету було шість років, померла його мати Аміна, Магомета взяв до себе його дід Абд аль-Муталіб. Та невдовзі й він помер, і восьмирічного хлопчика взяв до себе Абу Таліб, який ставився до нього як до рідного сина і відіграв значну роль у вихованні Магомета. Абу Таліб займався торгівлею, він залучив до цієї справи свого племінника.
Абу Таліб продовжував опікуватися Магометом і після початку його пророчої місії. Делегація знатних курайшитів прибула до Абу Таліба з вимогами вплинути на свого племінника, щоб той припинив розповсюджувати іслам у Мецці, не ображав традиційних богів, не називав мешканців і їхніх предків людьми, що зійшли на манівці; або ж припинив надавати підтримку Магомету. Побачивши, що ніякого результату їхній візит не приніс, курайшити наступного разу стали погрожувати йому. Абу Таліб сказав Мухаммеду, що незважаючи ні на які погрози, він до самої смерті буде його захищати.
Абу Таліб схвально поставився до того, що його син Алі прийняв іслам. Він сказав дружині Фатімі бінт Асад:

|  | Бог свідок, його двоюрідному брату (Магомету) як нікому іншому слід бути опорою і помічником нашому синові. Якби моя гординя дозволила мені відмовитись від віри мого батька (Абд аль-Муталіба), я б також прийняв віру Мухаммеда. Бо він чистий, м'який і чесний. |

## Перекази про смерть Абу Таліба
В мусульманських суннітських хроніках йдеться про те, що, незважаючи на активну підтримку, яку Абу Таліб надавав Магомету, він так і не прийняв іслам і помер у язичницькій вірі своїх предків. Причому перед його смертю Магомет благав Абу Таліба прийняти іслам, щоб мати можливість заступитися за нього перед Аллахом в день Страшного суду. У переказах також йдеться про те, що Магомет вже після смерті Абу Таліба просив за нього прощення у Аллаха. На це Аллах послав такі аяти:
|  | Ні Пророку, ані віруючим не годиться просити [у Аллаха] прощення для многобожників, навіть якщо це родичі, після того як вони переконались, що їм доведеться палати у пекельному вогні. (Сура 9. Покаяння, 113) |

|  | Воістину, ти не зможеш наставити на прямий шлях тих, кого любиш. Це Аллах веде прямим шляхом, кого побажає, і Він краще знає тих, хто ступив на прямий шлях. Сура 28. Розповідь, 56) |

Натомість шиїти вважають, що Абу Таліб був єдинобожником, вірив у посланницьку місію Мухаммеда і завжди допомагав пророку в його місії.